# Wanda Gág

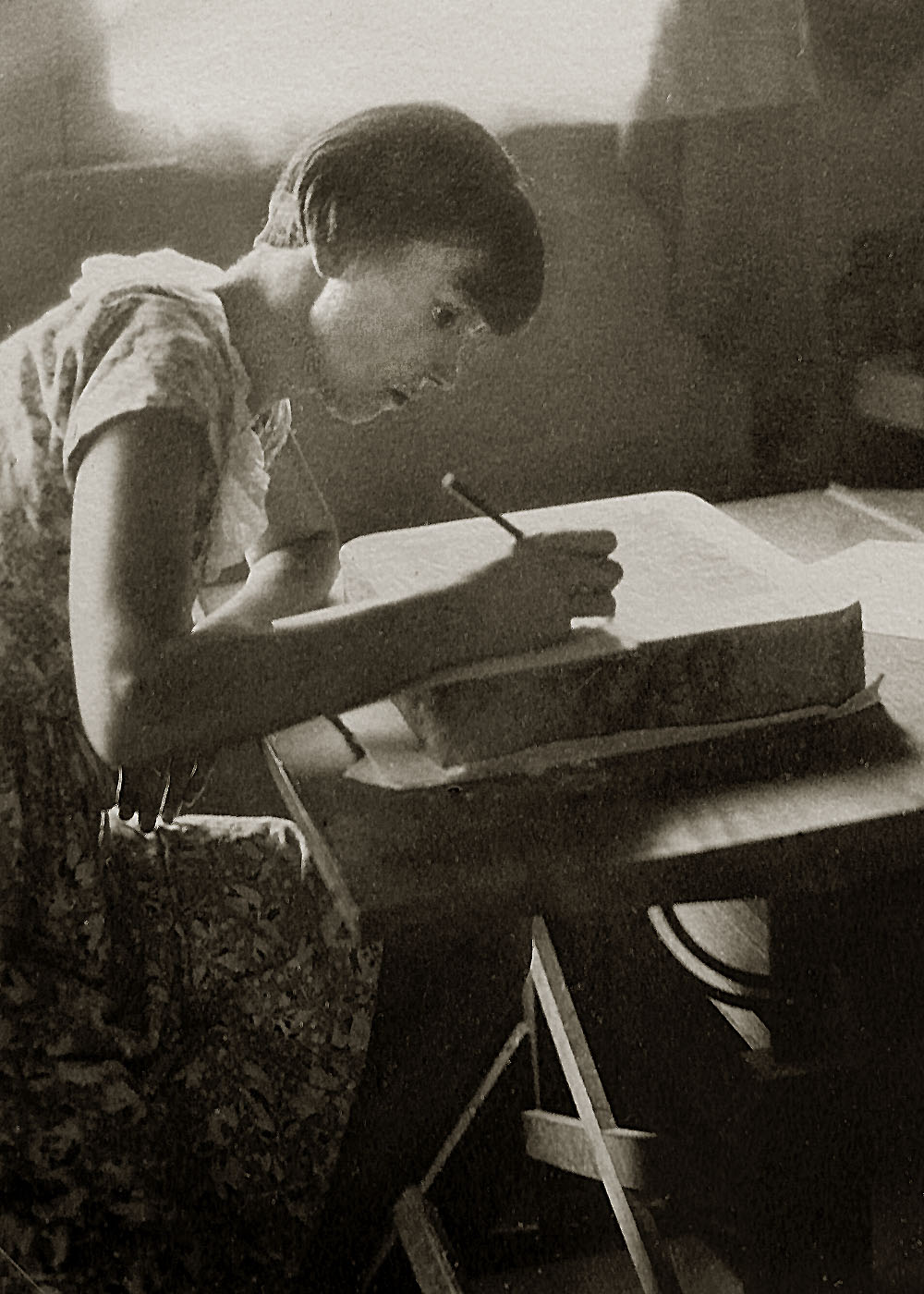

Wanda Hazel Gág, född 11 mars 1893 i New Ulm i Minnesota, död 27 juni 1946 i New York, var en amerikansk författare, översättare och illustratör. Hon är mest känd för barnboken Millions of Cats för vilken hon fick utmärkelserna Newbery Honor Award och Lewis Carroll Shelf Award. 

## Betydelse
Några som inspirerats av Wanda Gág är Eric Rohmann, Ursula Dubosarsky, Susan Marie Swanson, Jan Brett och Maurice Sendak.

## Böcker
Som författare och illustratör
- Batiking at Home: a Handbook for Beginners (1926)
- Millions of Cats (1928)
  - En million katter (översättning Lisa-Christina Persson, Weston Woods, 1972) [smådior med texthäfte]. Ny uppl. Carlsen/if, 1986; En bok för alla, 2006 [båda som vanliga böcker]
- The Funny Thing (1929)
- Snippy and Snappy (1931)
- Wanda Gág’s Storybook [Innehåll: Millions of Cats, The Funny Thing, Snippy and Snappy] (1932)
- The ABC Bunny (1933)
- Gone is Gone; or, the Story of a Man Who Wanted to Do Housework (1935)
- Growing Pains: Diaries and Drawings for the Years 1908-1917 (1940)
- Nothing At All (1941)

Översättare och illustratör
- Tales from Grimm (1936)
- Snow White and the Seven Dwarfs (1938)
- Three Gay Tales from Grimm (1943)
- More Tales from Grimm (1947)

Endast illustratör
- Jean Sherwood Rankin: A Child’s Book of Folk-Lore: Mechanics of Written English (1917)
- Michael Wigglesworth: The Day of Doom (1929)